# Sebastián Zapirain Aguinaga
Sebastián Zapirain Aguinaga (Sant Sebastià, 17 de novembre de 1903 - 18 de gener de 1996) va ser un polític basc.

## Biografia
Va néixer aSant Sebastià el 17 de novembre de 1903. Fuster de professió, aviat es va unir a la Federació local de Societats Obreres al costat del seu germà Luis. En 1928 s'afiliaria al Partit Comunista d'Espanya (PCE). Convertit en una de les principals figures del comitè central del PCE al País Basc, també va ser un dels dirigents del Socors Roig Internacional a Espanya. Va realitzar un curs a l'Escola Leninista de Moscou, entre 1931 i 1932.
Durant les eleccions de 1933 va ser candidat del PCE per la província de Biscaia, si bé no va obtenir acta de diputat.
En 1936, quan va esclatar la Guerra civil, es trobava a Madrid i treballava com a redactor de Mundo Obrero. Ràpidament es va incorporar a la lluita, realitzant funcions d'instructor militar i comissari polític. Va arribar a exercir com a comissari del IV Cos d'Exèrcit durant la batalla de Guadalajara. Més endavant també va exercir com a comissari polític de la 39a Divisió, i del XVIII Cos d'Exèrcit durant la batalla de Brunete. Al març de 1939, durant els últims dies de la contesa, va fugir amb avió d'Espanya al costat d'altres dirigents comunistes. Després d'arribar a Orà, va passar a la Unió Soviètica, i posteriorment seria enviat en missió a Hispanoamèrica.
Considerat un home fiable i no tacat pel «monzonisme», va ser enviat des de Mèxic a Espanya al costat de Santiago Álvarez, amb la missió de reorganitzar el PCE a Madrid. No obstant això, tots dos serien detinguts per la policia franquista a l'agost de 1945, sent torturats.
Jutjat i condemnat a mort per les autoritats franquistes, va poder salvar-se a causa d'una forta campanya internacional que va aconseguir forçar la commutació de la pena de mort. No obstant això, Zapirain va passar deu anys empresonat al penal de Palència. Quan va sortir de la presó seria expulsat d'Espanya, passant per Mèxic i l'Uruguai. Membre del Comitè Central, en 1956 el PCE li va encarregar la reconstrucció del Partit Comunista d'Euskadi a París. No va passar molt de temps a França, ja que va ser detingut i expulsat del país, instal·lant-se a Txecoslovàquia. Va residir en aquest país durant dues dècades, realitzant diverses funcions per al partit.
Va tornar a Espanya després de la mort de Franco. Instal·lat a Sant Sebastià, hi va morir el 18 de gener de 1996.